# جاك كومبز (لاعب هوكي جليد)
جاك كومبز (بالإنجليزية: Jack Combs)‏ هو لاعب هوكي جليد أمريكي، ولد في 26 يناير 1988 في سانت لويس في الولايات المتحدة.

## وصلات خارجية
- جاك كومبز على موقع دوري الهوكي الوطني (الإنجليزية)
- جاك كومبز على موقع EliteProspects.com (الإنجليزية)
- جاك كومبز على موقع HockeyDB.com (الإنجليزية)
- جاك كومبز على موقع الجمعية الدولية للألعاب العالمية (الإنجليزية)